# Nimbuzz
Nimbuzz ist eine Kommunikationssoftware, die für Windows, macOS, diverse Smartphones und plattformunabhängig als Webanwendung verfügbar ist. Sie bietet Instant Messaging, Präsenzinformation und IP-Telefonie über mehrere Instant-Messaging-Netzwerke und soziale Netzwerke, zum Beispiel die VZ-Netzwerke. XMPP wird hingegen nicht mehr unterstützt.

## Die Anfänge
Nimbuzz wurde 2006 von Evert Jaap Lugt und Martin Smink gegründet. In einer ersten Finanzierungsrunde erhielt das Unternehmen am 19. Mai 2007 10 Millionen US-Dollar von verschiedenen Investoren. In einer zweiten Finanzierungsrunde erhielt Nimbuzz weitere 15 Millionen US-Dollar.
Der Hauptsitz von Nimbuzz liegt in Rotterdam, Niederlande. Weitere Niederlassungen befinden sich in São Paulo, Brasilien, Córdoba, Argentinien und Neu-Delhi, Indien.
Das Unternehmen hat Nutzer in jedem Land weltweit. Im Jahr 2008 wurde das Unternehmen als einer von 100 Preisträgern des Industriepreises „Red Herring 100 Global“ gewählt.

## Funktionen

### Instant Messaging
Nimbuzz ermöglicht Kommunikation über Windows Live Messenger, Google Talk, Yahoo Messenger und AIM sowie über die sozialen Netzwerke Facebook, Myspace, Hyves, Gadu-Gadu, Orkut und Giovani.
Aufgrund von Erneuerung der Plattformen SchülerVZ, StudiVZ und MeinVZ ist der Zugriff auf deren Dienste vorübergehend nicht möglich.
Nimbuzz stellt auch XMPP-Transporte bereit, die von XMPP-fähigen Instant Messengern wie Miranda IM oder Pidgin genutzt werden können, jedoch erlaubt Nimbuzz nur einen Zugriff auf den eigenen XMPP-Server.

### Präsenzinformation (Anzeige des Aufenthaltsorts)
- Geo-Location
- Persönliche Nachricht
- Status-Einstellungen
- Profilbild

### Telefongespräche
- Dial-up VoIP: Über eine Inlands-Festnetznummer wird eine IP-Verbindung zu einem Nimbuzz-Server aufgebaut, der ein IP-Telefonat vermittelt.
- Session Initiation Protocol (SIP)
- Gruppentelefonate

### Telefonbuch
- Speichert die Kontakte der Nimbuzz-Kontaktliste
- Zugriff auf die Handykontakte

### Datensicherheit
Wie bei allen XMPP-Transports müssen auch bei Nimbuzz die Zugangsdaten für Drittanbieter, also der Benutzername zusammen mit dem Passwort, auf einem Server online bei Nimbuzz abgelegt werden. Dadurch ist faktisch ein Missbrauch des Kontos möglich.

## Nimbuzz Mobile
Die Anwendung Nimbuzz Mobile ist derzeit für über 1.000 Mobiltelefone verfügbar, die unter Symbian OS oder Android laufen oder mit Java ME ausgestattet sind. Außerdem werden Geräte von Apple (iPhone) (momentan nicht im App Store verfügbar) und Blackberry unterstützt. Für Windows Mobile wurde die Software bis Juni 2010 angeboten.
Die Anwendung bietet verschiedene Telefonie-Optionen, unter anderem IP-Telefonie via Session Initiation Protocol (SIP). Unterstützung von Skype wurde im Oktober 2010 auf Anfrage von Skype Technologies eingestellt.

## Nimbuzz Widgets
Um von den Nimbuzz-Widgets profitieren zu können, muss man entweder Nimbuzz PC oder Nimbuzz Mobile installiert haben.
Nimbuzz Communicator
Der Nimbuzz Communicator ist ein Widget, das aktiviert wird, wenn ein Nutzer einen Account einrichtet. Er ermöglicht jedem kostenlos Telefonate, Chats, Datenversand, Senden von Sprachnachrichten, Offline-Nachrichten oder dem Buzz an den Widget-Besitzer. Diese Funktion kann wahlweise ausgeschaltet werden.
Nimbuzz Ringtone Factory
Der Ringtone Factory Widget ermöglicht den Nutzern das Erstellen individueller Klingeltöne oder Audio-Files, indem man eine Musikdatei bis maximal 15 MB hinauflädt und editiert. Der beschnittene Audio-Clip kann dann sofort an die Onlinegalerie von Nimbuzz Mobile versendet werden. Anmelden über das Widget ist möglich.